# Sif Atladóttir
Sif Atladóttir (ur. 15 lipca 1985 w Düsseldorfie) – islandzka piłkarka, grająca na pozycji obrońcy, wielokrotna reprezentantka Islandii.

## Kariera piłkarska

### Kariera klubowa
W 2000 roku rozpoczęła swoją karierę zawodową w FH. Sezon 2004 spędziła w KR, ale potem wróciła do FH. W 2006 została piłkarką Þróttur z Reykjavíku. W 2007 zasiliła skład klubu Valur. Na początku 2010 podpisała kontrakt z 1. FC Saarbrücken. Latem 2011 przeniosła się do Kristianstads DFF, barwy którego broniła przez 10 lat. W 2022 wróciła do ojczyzny, grając potem w Selfoss, gdzie zakończyła karierę w 2023 roku.

### Kariera reprezentacyjna
7 marca 2007 roku po raz pierwszy zagrała w seniorskiej kadrze narodowej w przegranym 1:2 meczu na turnieju Algarve Cup z Włoszkami. W sumie rozegrała 90 meczów. Wcześniej od 2003 broniła barw juniorskiej i młodzieżowej reprezentacji Islandii.

## Sukcesy i odznaczenia

### Sukcesy klubowe
Valur
- mistrz Islandii: 2007, 2008, 2009
- zdobywca Pucharu Islandii: 2009
- zdobywca Pucharu Ligi Islandzkiej: 2007
- zdobywca Superpucharu Islandii: 2007, 2008, 2009